# 内藤正光

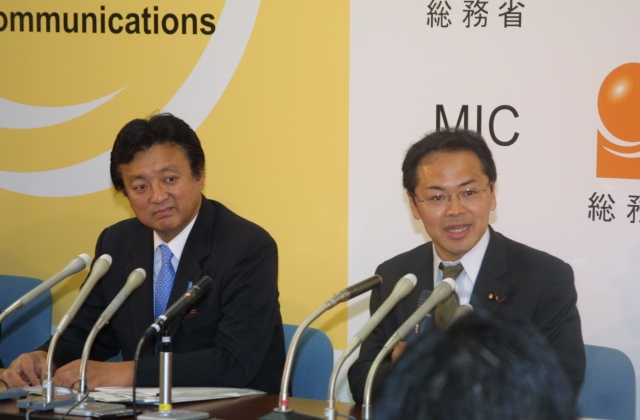
2009年9月24日、総務副大臣就任時に総務省にて渡辺周（左）と

内藤 正光（ないとう まさみつ、1964年（昭和39年）1月29日 ‐ ）は、日本の政治家。コンサルタント。
参議院議員（2期）、総務副大臣（鳩山由紀夫内閣、菅直人内閣）などを歴任。 NTT労働組合出身で情報労連の組織内国会議員であった。

## 略歴
愛知県岡崎市出身。愛知県立岡崎高等学校、東京大学理学部物理学科卒業。
1988年、東京大学大学院理学系研究科修了後、NTTに入社。コロンビア大学大学院経営工学研究科修了。1995年、全電通東京地方本部執行委員 。
1997年東京都議会議員選挙に足立区選挙区から立候補（民主党公認）するが次点で落選。翌1998年の第18回参議院議員通常選挙に民主党の比例代表候補として出馬し、初当選した。党内では菅グループ・横路グループに所属。
2004年の第20回参議院議員通常選挙で再選。2007年11月14日に外国人参政権決起会に参加して宣言。2009年、鳩山由紀夫内閣にて総務副大臣に就任。2010年7月、情報労連の後継組織内候補に石橋通宏が決まり、参議院議員としては引退したが、引き続き総務副大臣に留任した。菅直人改造内閣成立時に退任。その後、コンサルティング会社を設立。ITと中国ビジネスを軸に事業を行っている。

## 政策・主張
- 2003年、静岡空港建設反対の国会議員署名活動で署名者に加わっている[4]。
- 2007年11月8日、日本の国会開催期間中に、在日本大韓民国民団が主催する「永住外国人地方参政権の早期立法化を！」と訴える全国決起大会に参加した。「在日コリアンへの参政権付与は民主党の中にあっては、当たり前のこと。まさにほかの党の理解をいかに得ながらこれを実現していくかこういう時代である。民主党は、地方自治体の住民の一員としはて活躍されている皆様方への付与法案を、きな過去何度も提出してきました。残念ながらこれまで悔しい思いをしてきました。しかし、先の参議院選挙で大きく政治状況が変わりました。今日、あらためて、皆様方の地方参政権実現に向けた、その熱い思いを感じました。この熱い思いを受け止めて、民主党は永住外国人の地方参政権実現をお誓い申し上げます。　日本と韓国のさらなる友好促進の懸け橋として頑張って頂くことをお願いします。」とアピールした。[1]

## 不祥事
- 2007年4月、中国で培った人脈をもとに、日用雑貨の輸入などを目的とする株式会社AiO[5]を設立し、会長に就任するが、会社設立直前の2006年～2007年3月にも中国を3回視察し、政党支部から支出していることや、2007年4月から2008年まで、自らが代表を務める政党支部の政治資金で、中国、香港、シンガポールなどを複数回にわたり海外視察したことが明らかになり、「視察先で経済活動と政治活動がきちんと区別されているかは不透明だ。（企業と政治団体からの）旅費の二重取りという誤解も招きかねない」と問題視された[6]。
- 2013年1月28日、1999年から2009年の間、海外投資に1億円送金したが、文書通信交通滞在費の一部を投資原資に充てたと東京国税局の口座の入出金記録調査や本人の説明から明らかとなった[7][8]。現在、これによる逮捕や起訴はされていない。

## 議員連盟
- 新政局懇談会
- 民主党日韓議員交流委員会（副事務局長）